# ویرجینیا بلمونت
ویرجینیا بلمونت (انگلیسی: Virginia Belmont؛ ‏ ۲۰ سپتامبر ۱۹۲۱ – ۶ مهٔ ۲۰۱۴) بازیگر اهل ایالات متحده آمریکا بود.
او دانش‌آموختهٔ دانشگاه ایالتی سن‌دیگو و دانشگاه کالیفرنیا، لس آنجلس بود.
از فیلم‌ها یا مجموعه‌های تلویزیونی که وی در آن‌ها نقش داشته است می‌توان به تاکسی شب اشاره نمود.